# Montottone
Montottone là một đô thị tại tỉnh Ascoli Piceno ở vùng Marche, cách khoảng 60 km về phía nam của Ancona và khoảng 25 km về phía bắc của Ascoli Piceno. Đến thời điểm ngày 31 tháng 12 năm 2004, đô thị này có dân số là 1.062 người và diện tích là 16,4 km².
Montottone giáp các đô thị: Belmonte Piceno, Grottazzolina, Monsampietro Morico, Monte Giberto, Monte Rinaldo, Monte Vidon Combatte, Ortezzano.